# Haut-Fays
Haut-Fays (en wallon Hôt-Fayi) est une section de la commune belge de Daverdisse située en Wallonie dans la province de Luxembourg, localité où siège également l’administration communale.
C'était une commune à part entière avant la fusion des communes de 1977.

## Démographie
- Source: INS recensements population

## Histoire
Commune du département de Sambre-et-Meuse sous le régime français, Haut-Fays fut annexée en 1818 au Grand-Duché de Luxembourg et transférée dans la province de Luxembourg après 1839.
De 1823 au 31 décembre 1837, Gembes fut une section de Haut-Fays. Les localités de Gerhenne, Mont et Sclassin, ayant fusionné en 1823, restèrent dans Haut-Fays.

## Liste des bourgmestre de 1830 à 1977
- Nicolas Joseph Dumonceaux[1].
- Casimir Philippe Joseph René de Villers Masbourg (1767-1865).

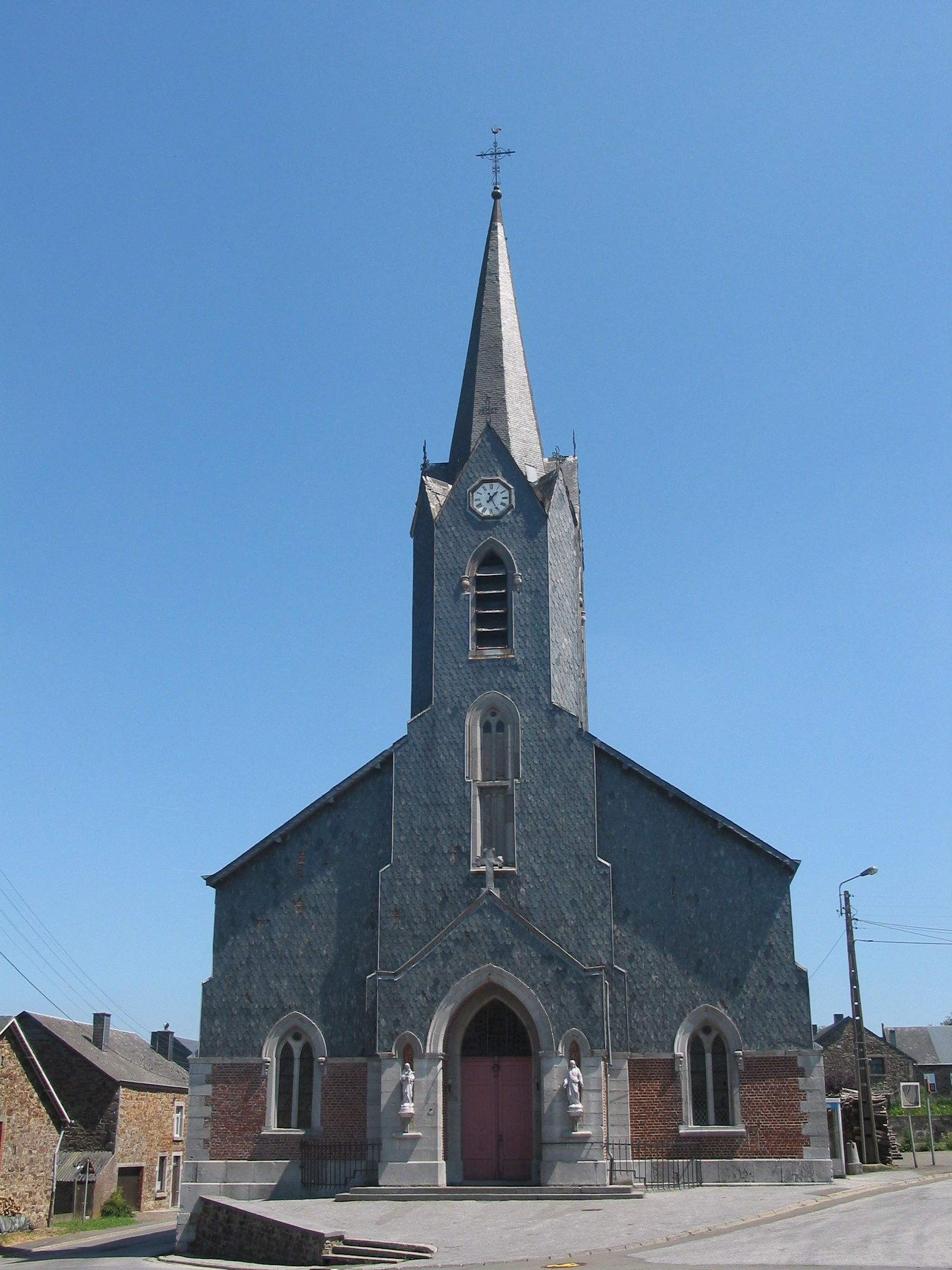
L’église Saint-Remacle (1853-1855)